# Joop Puntman
Joseph Theodorus (Joop) Puntman (Haalderen, 20 maart 1934 - Nijmegen, 12 december 2013) was een Nederlands keramist, beeldhouwer en monumentaal kunstenaar.

## Levensloop
Joop Puntman werd op 20 maart 1934 in Haalderen geboren. Hij was de vierde in een gezin met zes zonen.
Zijn talent voor tekenen bleek op de VGLO-school, waar hij les kreeg van Ad Akkermans, die toen aan de basis stond van pottenbakkerij Ambacht Haalderen (AMHA) dat in 1947 was opgericht en waar vazen, schalen, koppen, schotels en bloembakken werden vervaardigd. Akkermans moedigde jongens met creatief talent aan daar te komen werken.

### AMHA

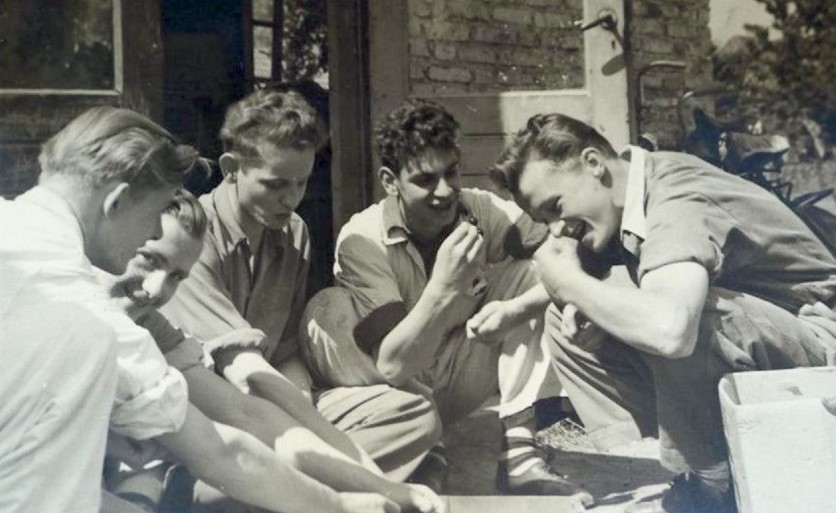
Joop Puntman (rechts) en zijn collega’s van het AMHA (ca. 1950)

Puntman begon bij het AHMA in 1949 als vijftienjarige decorateur en volgde daarmee zijn broer op, die daar als knecht begonnen was maar later vrachtwagenchauffeur werd. Joop drukte met zijn ontwerpen al gauw een stempel op de hele productie. Later kwamen andere ontwerpers in dienst bij het Ambacht, maar de Puntmans stijl bleef bepalend. Toen de vraag naar decoratieve keramiek en muurreliëfs begon te groeien werden de opdrachten door hem uitgevoerd. Onder zijn artistieke leiding werden ook muurplastieken van dieren vervaardigd.

Op kosten van het Ambacht kreeg hij een zesjarig opleiding tot beeldend kunstenaar bij de Academie voor Beeldende Kunsten in Arnhem, welke hij omstreeks 1958 afrondde. Hij groeide uit tot de topontwerper en het 'creatieve visitekaartje' van het AMHA: gedurende de wederopbouwperiode kreeg AMHA via de door de overheid ingestelde 1%-percentageregeling veel 'kunst aan de wand'-opdrachten (thans bestempeld als wederopbouwkunst) die uitgevoerd werden volgens Puntmans ontwerp. In deze periode werd de zeven bij vijf meter grote gevelplastiek voor de Twensche Courant gemaakt, volgens de Gelderlander de mooiste van de circa zeventig unica's die Puntman gemaakt heeft. Terwijl op deze werken de fabrieksmerken 'Het Ambacht Haalderen' of 'AMHA' staan, signeerde Puntman monumentale wandreliëfs meestal met 'PUNTMAN AMHA'.
|                                       |  |  |
| De levensweg en detail (1964), Bemmel |  |  |

Puntman was introvert en geen groepsmens. Hij voelde zich steeds minder op zijn gemak met de toenemende drukte op het AMHA dat als gevolg van het succes groeiende aantallen bezoekers ontving. Begin jaren 60 ging hij aan de slag in een eigen ruimte in de Brugdijk, een oud en vervallen herenhuis, toen ook wel "het spookhuis" genoemd. Hij kwam in die periode alleen nog naar het AMHA voor het bakproces. In 1964 maakte hij naar eigen zeggen zijn meesterwerk: De Levensweg, voor het verpleeghuis De Lingehof te Bemmel.
Toen de Brugdijk later in de jaren zestig gerenoveerd ging worden werkte hij weer fysiek in het Ambacht. Hij bleef er tot 1969 in dienst. 

### Zelfstandig
In 1969 ging Puntman zelfstandig verder, hoewel de samenwerking met AMHA altijd gebleven is. Zo betrok hij een atelier achter de Haalderense kerk, terwijl hij het akken altijd in de ovens van het AMHA bleef doen. Later trok hij in een caravan bij zijn ouderlijke huis waar hij ongeveer dertig jaar is blijven wonen en werken.
Hij bleef tot 2005 als zelfstandig kunstenaars reliëfs produceren. De opdrachten signeerde hij toen met 'JOOP PUNTMAN'. In totaal maakte hij gedurende zijn leven een zeventigtal grote gevelreliëfs, zogenaamde unica's, die veelal werden geplaatst bij scholen, bejaardentehuizen en overheidsgebouwen.

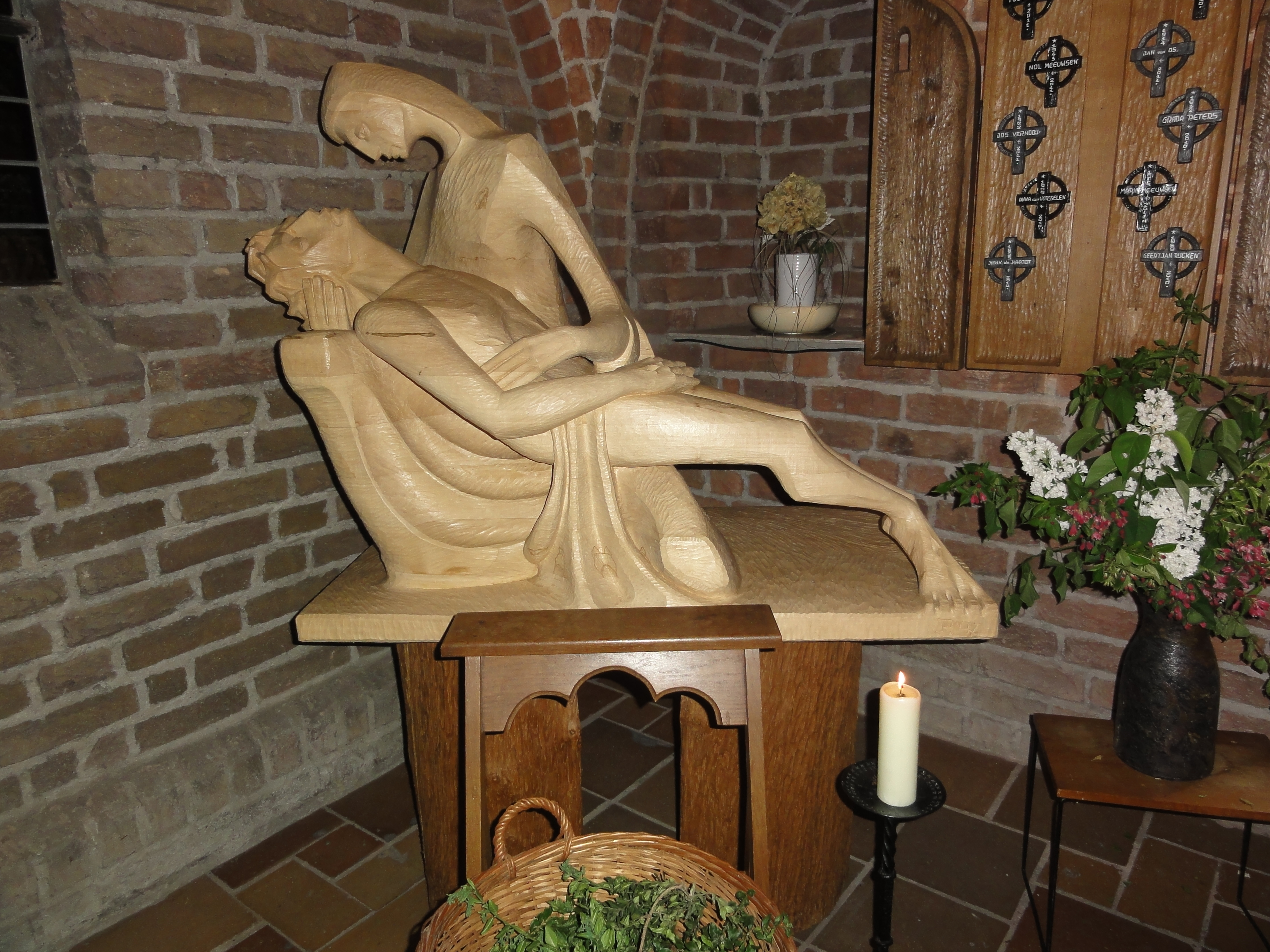
Piëta (1997), Haalderense kerk

Behalve wandkunst maakte hij ook beelden, zoals de Bataaf, een gipsbeeld van de Romeinse bataaf Julius Civilus; en een piëta in de Haalderense OLV van Zeven Smartenkerk. Dat was overigens zijn laatste grootste kunstwerk. Hij maakte voorts pentekeningen, olieverfschilderijen en grafzuilen voor de begraafplaats van eerdergenoemde kerk. Zijn werk kreeg dermate gevolg dat deze begraafplaats door zijn grafische kunst is gekarakteriseerd. 
Puntman was 79 toen hij op 12 december 2013 in Nijmegen overleed. Hij is in Haalderen begraven.

## Stijl en techniek
Puntmans stijl is abstract figuratief, ofwel realistisch, maar vereenvoudigd en gestileerd.  
Voor zijn reliëfs koos hij het beste ontwerp uit diverse alternatieven die hij op voorhand produceerde. Het was een proces van kleien, mallen maken en samenvoegen van klei dat geschikt is voor chamotte. Het bakken (stoken) werd meestal in twee fasen gedaan. Gedurende de zogenaamde 'biscuitstook' werd het gedroogde kleiwerk op een temperatuur van rond de 1000 ºC gebakken. Hierna werden op de dan nog poreuze keramiek de kleuren aangebracht met vloeibare glazuur en volgde de 'glazuurstook', nu bij een temperatuur van zo'n 1200 ºC. Het glazuur is niet alleen decoratief, maar zorgt ook voor bescherming en waterdichtheid van het keramiek.
"je handen doen dat, wat het hart je ingeeft"
Het resultaat van het reliëf week iedere keer af van het ontwerp. Puntman zei hierover: "je handen doen dàt, wat het hart je ingeeft". De reliëfs werden veelal in de muur gefreesd en tot een onverwoestbaar geheel vermetseld, waardoor de levensduur van het reliëf met die van het pand verbonden was. In enkele gevallen werden de werken aan haken gehangen, met een cementrandje. Deze waren veel gevoeliger voor de tand des tijds. 

## Vraag en waardering

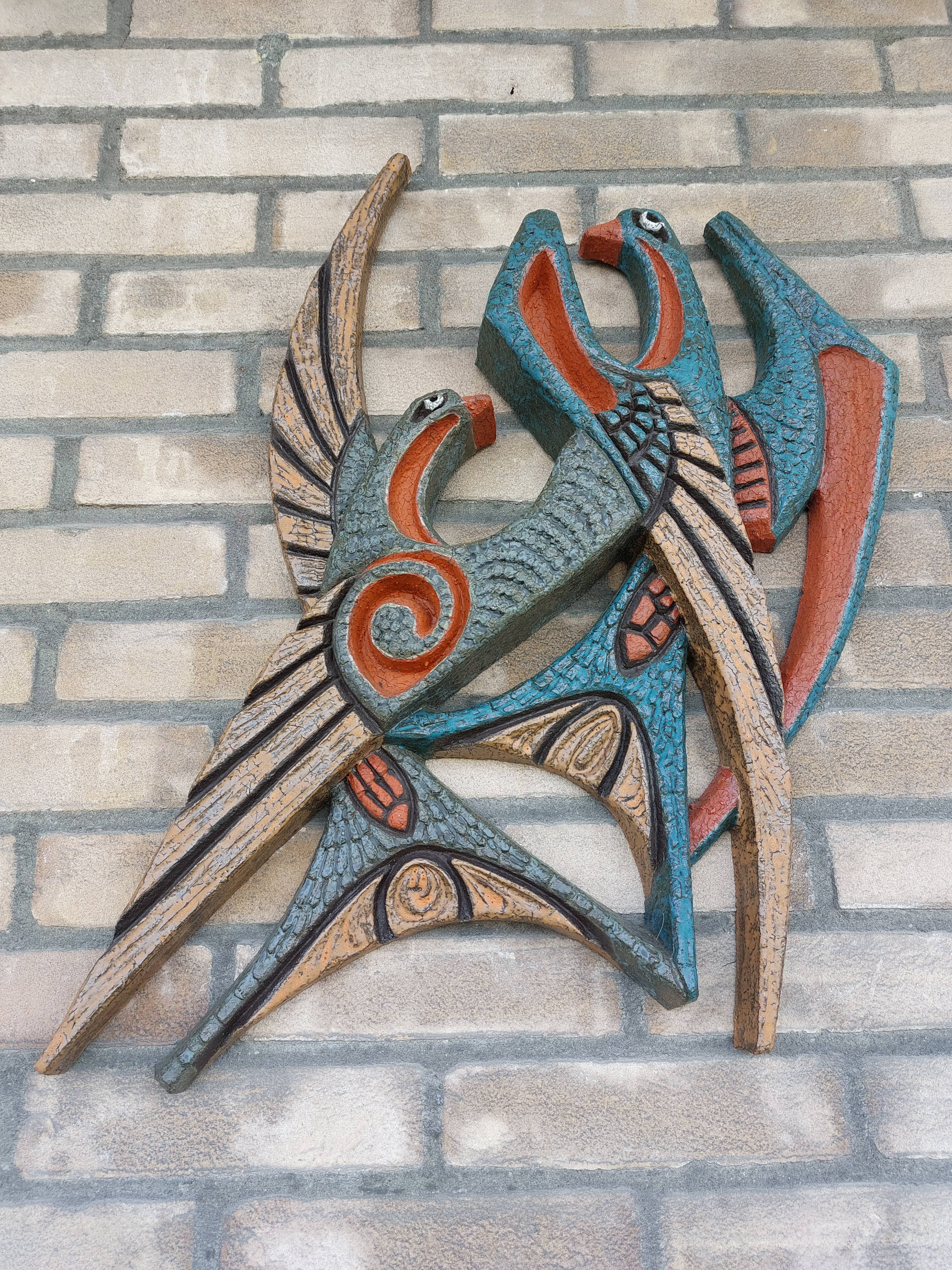
Een replica

Gedurende de wederopbouw had Puntmans volop werk aan wandkunst op het AMHA, mede als gevolg van de toen ingevoerde percentageregeling voor de beeldende kunst dat voorschreef dat 1,5% van het bouwbudget aan kunst moest worden besteed. Puntmans wandkunst behoort tot wederopbouwkunst, wat sinds 2006 cultureel erfgoed is. In totaal zou Puntman zo'n zeventig tot honderd unica's geproduceerd hebben.
Hij verzorgde daarnaast het ontwerp van replica's, kleine reliëfs van diverse dieren, zoals herten, paarden en vogels. Anno 1994 kon hiervan duizenden verspreid door het land worden gevonden. 

## Oeuvre (selectie)

### Wandkunst
- 1960-1961: Reliëfs van twee veulens en een verschijning van Maria aan de drie kinderen van Fatima, voor de Onze-Lieve-Vrouw van Fátimaschool, thans scholengemeenschap de Grundel, de Ruyterstraat, Hengelo[17][18]

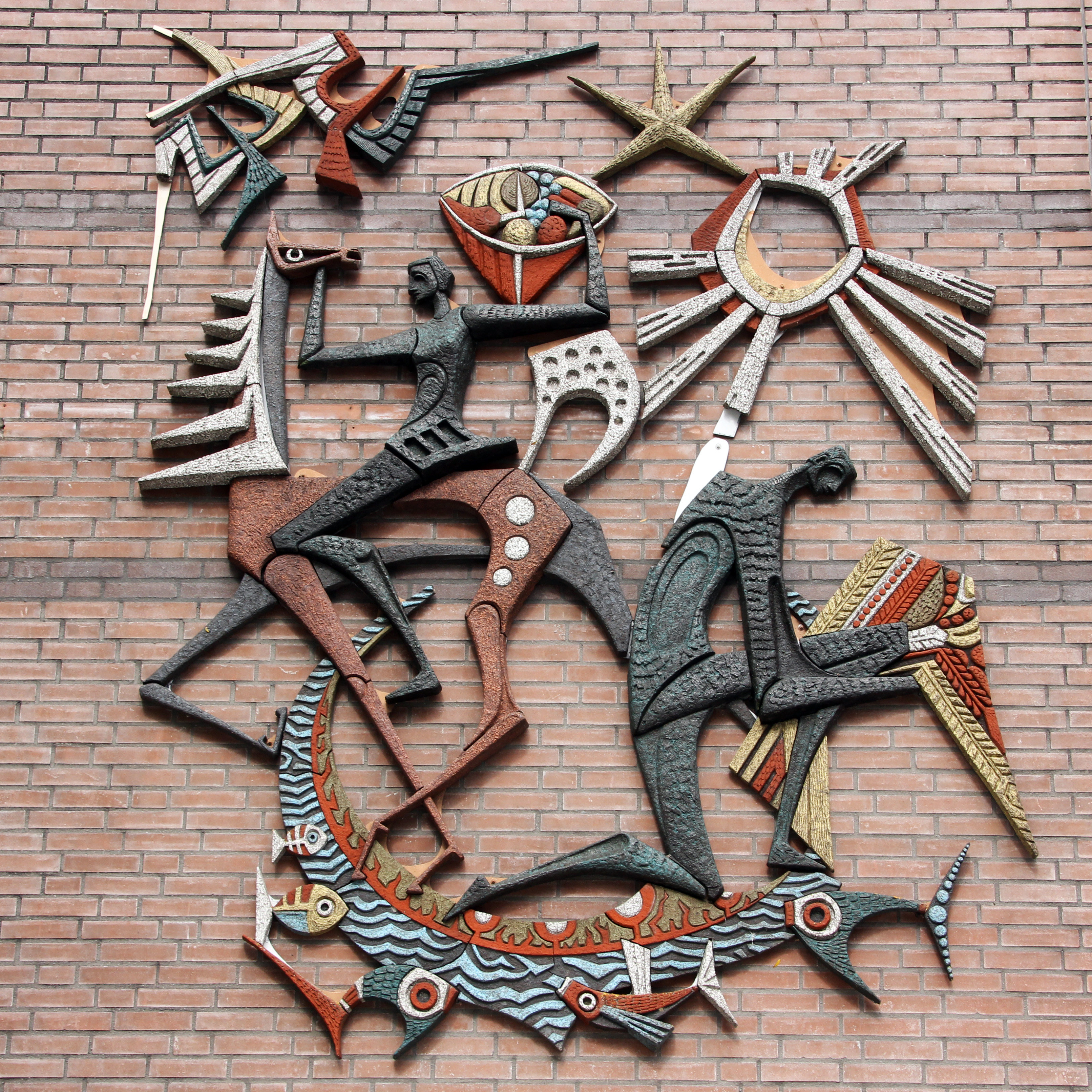
Hoorn des overvloeds (ca. 1960), Mijdrecht

- ca.1960: Hoorn des Overvloeds, gevel Veenlandencollege, Mijdrecht[19][20]
- 1960: Reliëfs van de lerende jeugd, de spelende jeugd met opgang naar het leven; en een patroonheilige. ULO/H. Aloysiusschool, Elst.[21][22]
- 1963: Jesaja 11: de wolf en het lam in grote speellokaal van Prinses Ireneschool, Schoolstraat, Vriezenveen[23]

- 1964: De levensweg, in verpleeghuis De Lingehof, Bemmel. In 2003 verplaatst naar Zorgcentrum De Gouden Appel.[24]
- 1964: Twee reliëfs voor bejaardencentrum, Bemmel.[25][26]

- 1965: Allegorisch gevelreliëf aan het gemeentehuis van de toenmalige gemeente Valburg in Andelst.[27] In het pand is thans een verzorgingstehuis gevestigd.

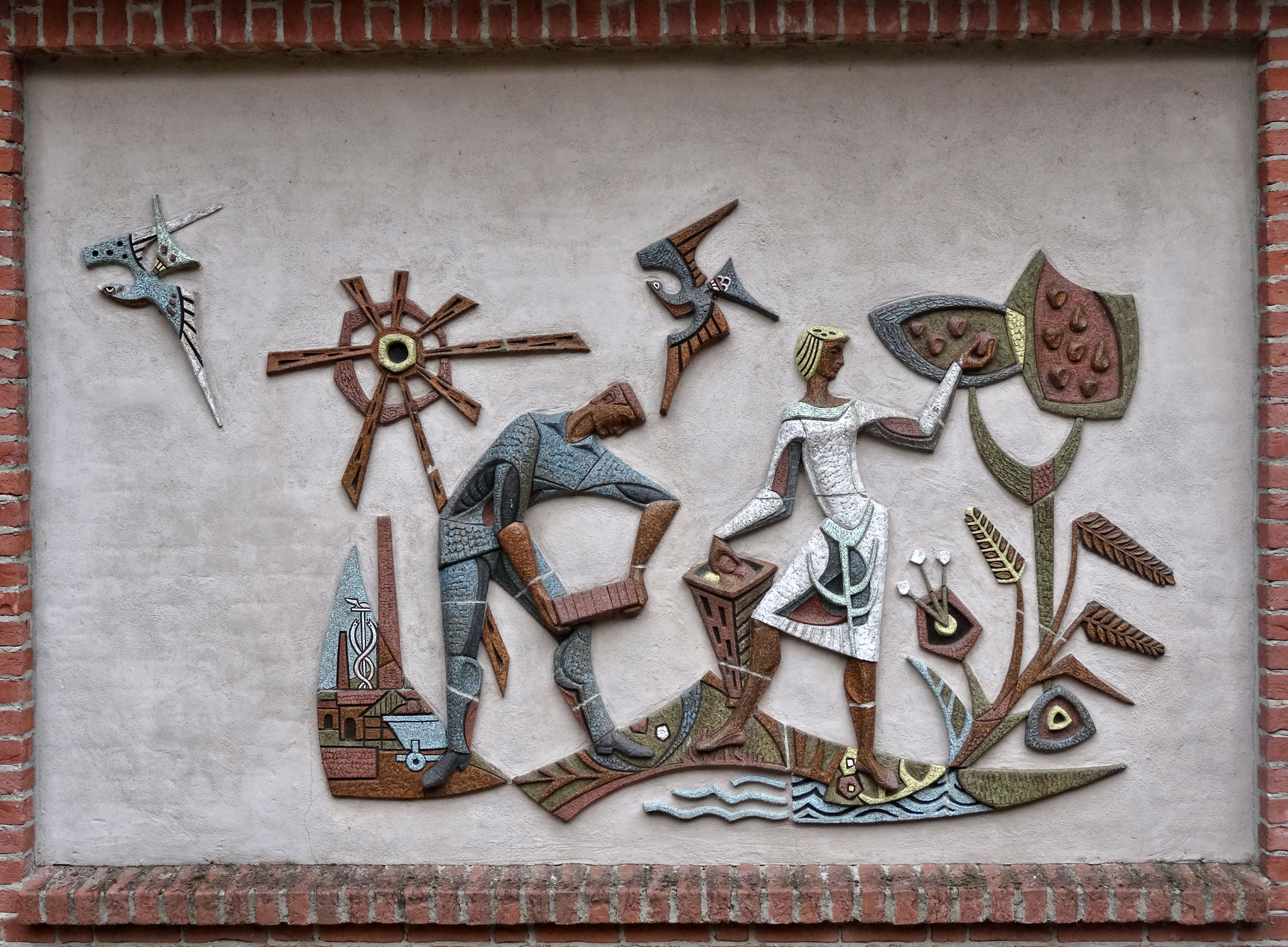
De Haalderense mens en z'n werk (1965), Haalderen

- 1965: De Haalderense mens en zijn werk in voormalige boerenleenbank. Bij de sloop van het gebouw werd het kunstwerk gered en geplaatst bij de doorgang naar het kerkhof, achter de Onze-Lieve-Vrouw van Zeven Smartenkerk in Haalderen[22][28]

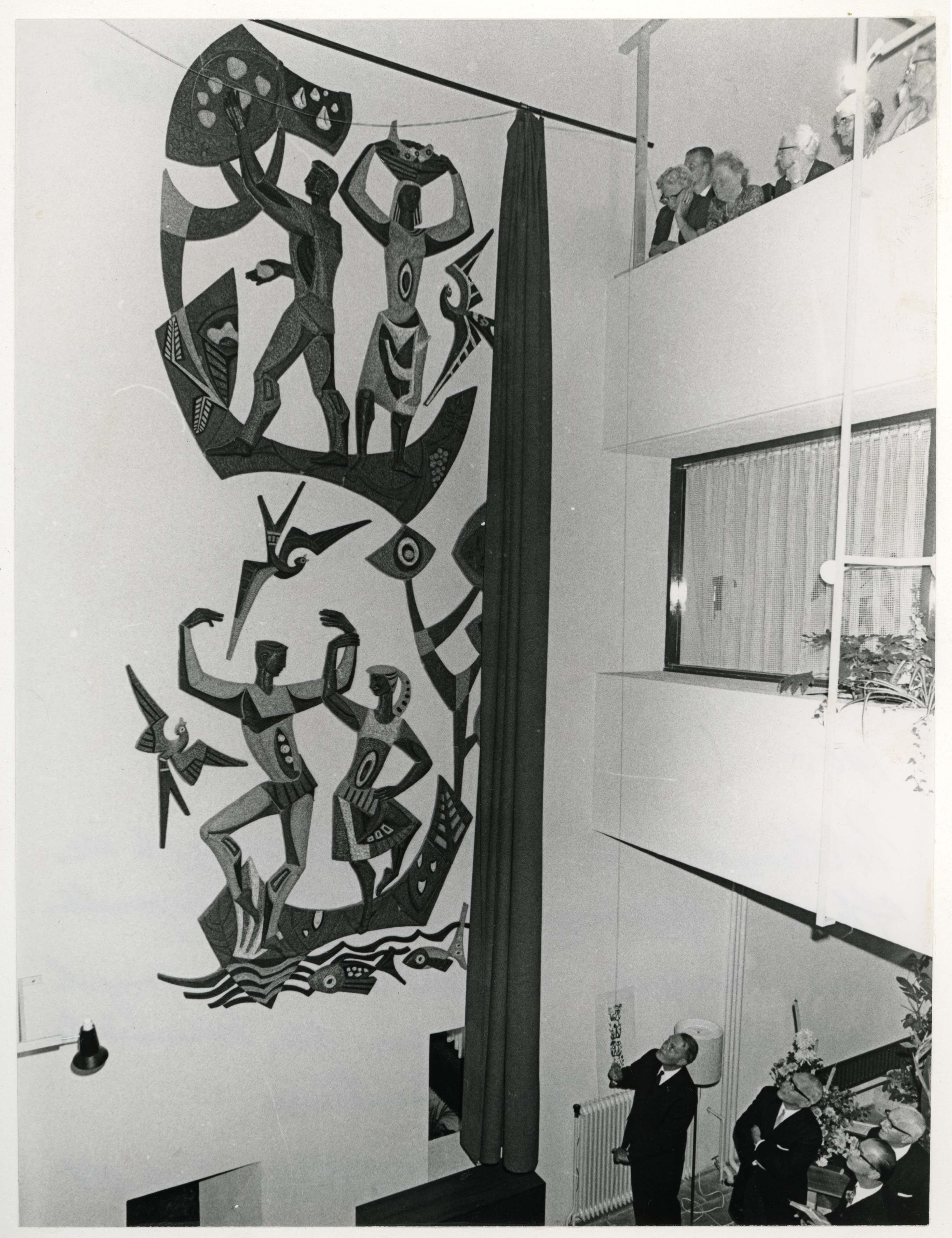
Wandreliëf (1965) in Borgsate, Rotterdam

- 1965: De levensloop in vier fasen. Borgsate bejaardentehuis Meidoornsingel, Rotterdam.[29][30][31]
- 1965: De Gondelvaart, openbare lagere school, Dominee Veenweg, de Knipe.[32][33][34][35]
- 1968: Meisje te paard, zijgevel Essenkampschool, Klaproosstraat, Varsseveld. Dit kunstwerk is in bewaring gemeente Ulft.[36]
- 1968: Edith Stein, gevel Edith Steinschool in Zijtaart[37]
- 1969: Reliëf bij kleuterschool De Joertsenest. Na sloop (2000) van de school is het werk gerestaureerd en in 2019 herplaatst aan de gevel van de Vitusschool, Well.[38][39][40][22]
- 1969: Kinderen in de natuur. Kleuterschool De Blokkendoos, Broekstraat. In 2016 is in i.s.m. stichting kunst en Cultuur Maasbree het kunstwerk herplaatst naar de Blokhut, Maasbree.[41]

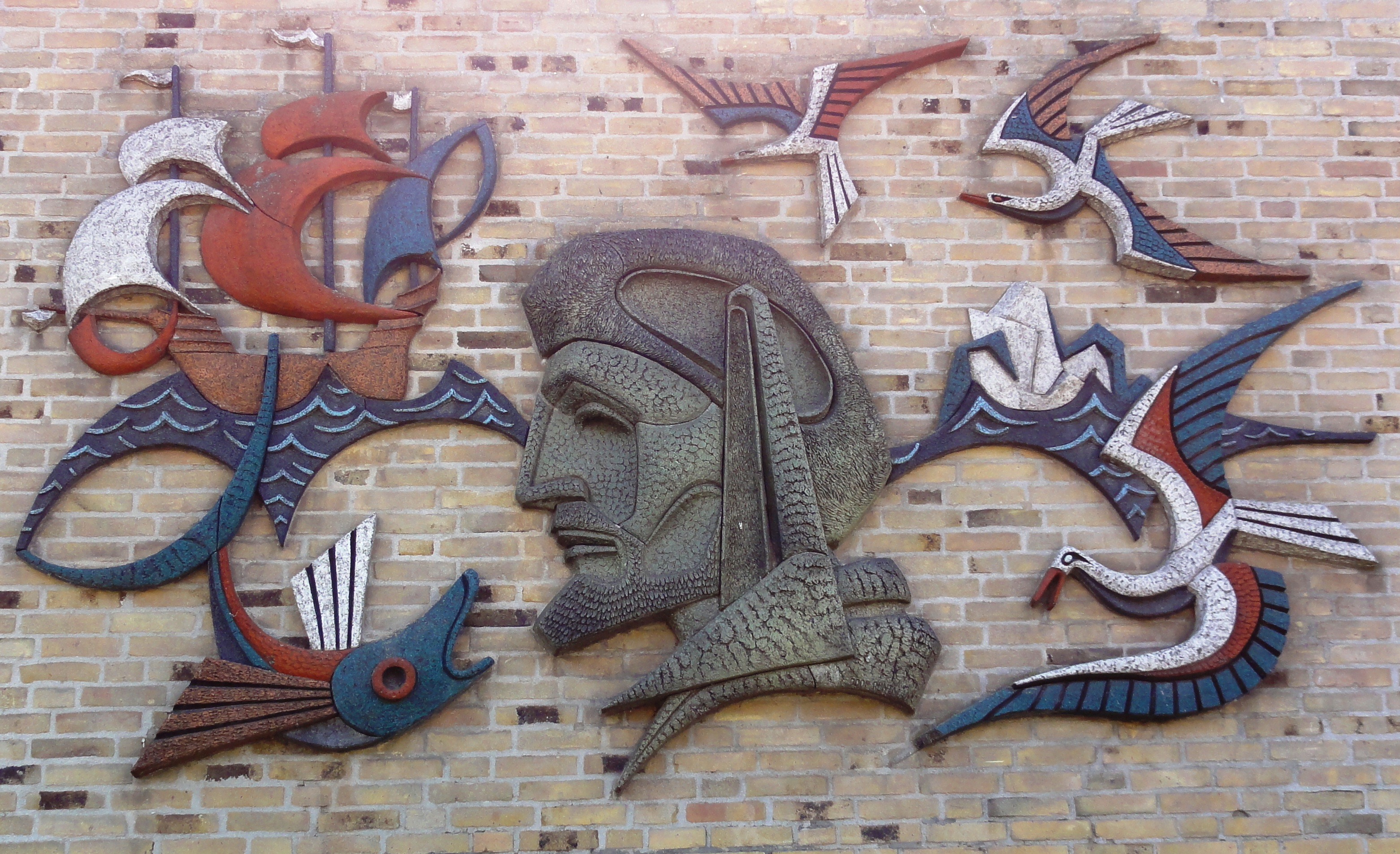
Willem Barentsz (1970), Nijmegen

- 1970: Willem Barentsz, school, Meijhorst. Na sloop van de school in 2014 is het herplaatst in de nieuwbouw. Nijmegen.[42][43]
- 1973: Eerbetoon aan Bernard Geurtzen, Beursstraat–Lange Nering, Emmeloord[44]
- 1978: Ooievaars, voor de gevel van een vrouwenarts en verloskundige-echtpaar, Almelo.[45]
- 1978: Spelende kinderen met aarde, water en lucht. St.-Jozefschool, Broekstraat. In 2016 is het kunstwerk geplaatst naar de Blokhut, Maasbree.  [41]
- 1959?-1993?: Gevelreliëf (unica), Twentsche Courant, Brinkstraat 30, Hengelo[6][46][47]

### Beelden

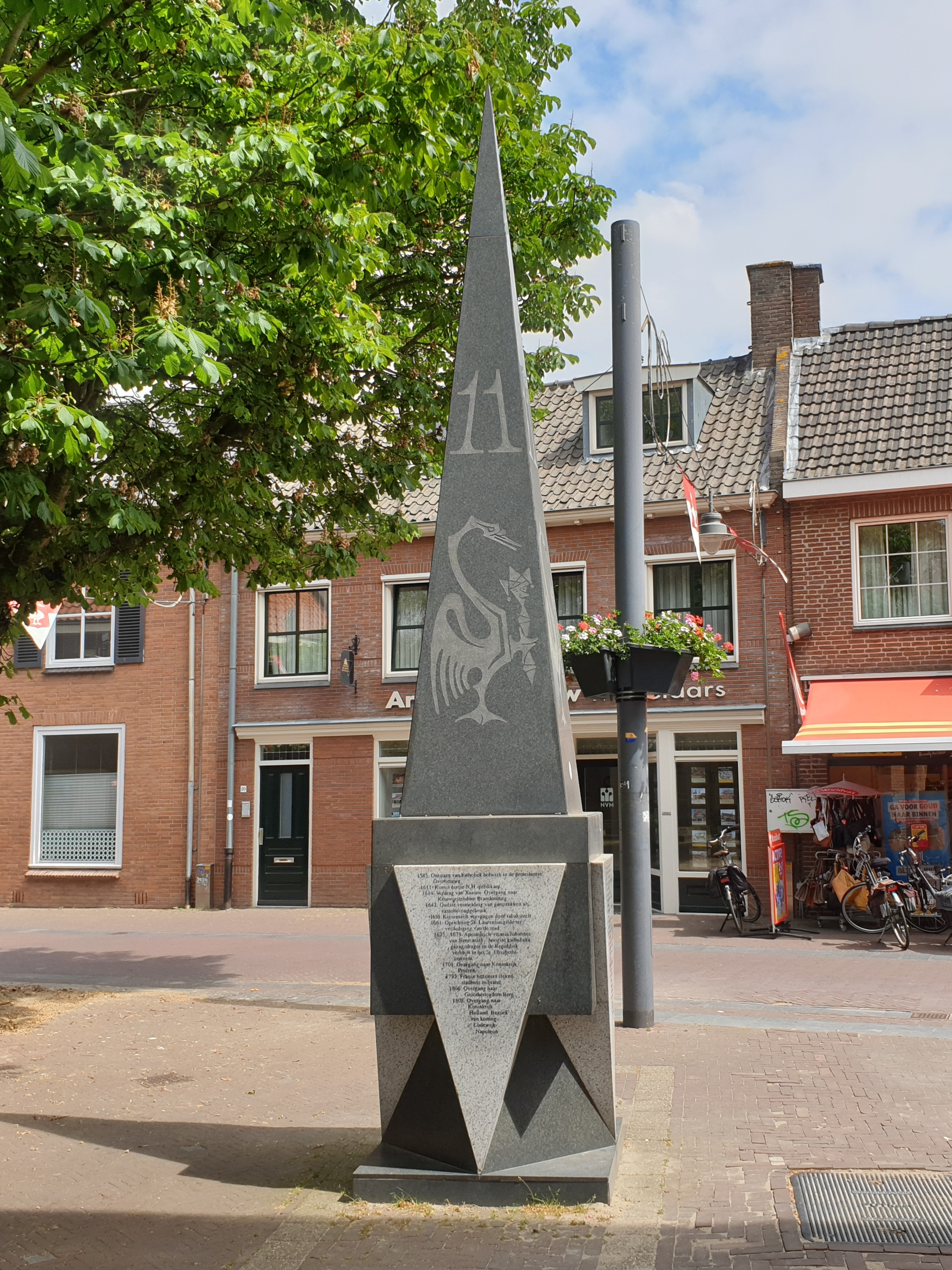
Obelisk (1999), Huissen

- 1961: De Bataaf, een 2,20 meter hoog gipsbeeld van de Romein Claudius.[48][49][50][51][52]
- 1997: Maria met kind, een piëta van houtwerk voorin de Haalderense kerk.[22][6]
- 1999: Obelisk in de Langestraat, Huissen.[53]
- 2005: Monument voor het ongedoopte kind, bij de Haalderense kerk.[54]

### Grafiek

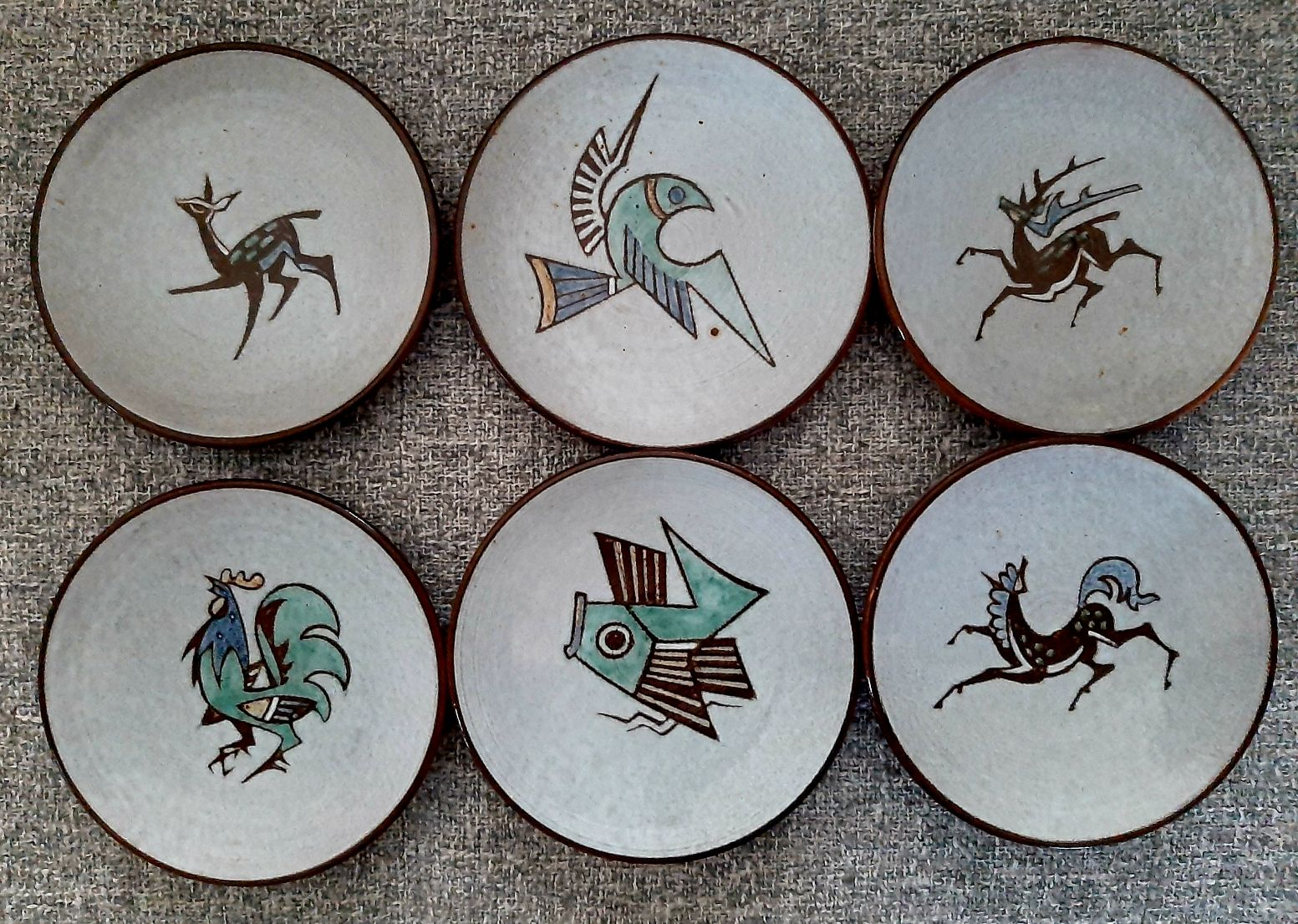
Schotels met Puntmans grafiek

- 1993: Illustraties in Wismans, Joop (1993) Boekje ter gelegenheid van het 60-jarig bestaan van de parochie Onze Lieve vrouw van Zeven Smarten te Haalderen, Haalderen.[55]
- Decoratie van aardewerk.

### Overig
- 1961-?: Grafmonumenten op de Roomse begraafplaats achter de OLV van Zeven Smartenkerk, Haalderen[56]. Vermoedelijk het eerste graf dat door Puntman was ontworpen was voor zijn vader. Hierna kregen meer graven op het kerkhof keramiek van het Ambacht.[5]
- 1969: De Bizon, speeltoestel bij basisschool de Wieling, Kolkweg 5, Haalderen[57]

## Tentoonstellingen
- 1959: Collectie aardewerken, op Kasteel de Kinkelenburg, Bemmel.[58]
- 1962: Tentoonstelling reliëfs, in 't Achterhoes, Almelo.[59]
- 1994: Tentoonstelling, in dorpshuis De Tichel, Haalderen.[5]